# Обсерватория «Каменское плато»
Обсерватория «Каменское плато» — астрономическая обсерватория, основанная в 1947 году при Астрофизическом институте имени Фесенкова. В 1948 году Г. А. Тихов возглавил самостоятельное учреждение — сектор астроботаники АН КазССР — и основал свою отдельную обсерваторию. После кончины Тихова в 1960 году сектор астроботаники был расформирован. В данный момент обсерватория и институт имени Фесенкова находятся на одной территории.

## Руководители обсерватории
- 1941—1964 — В. Г. Фесенков — основатель и первый директор Института астрономии и физики Казахстанского филиала АН СССР (с 1950 года руководитель Астрофизического института АН Казахской ССР)
- 1941—1943 — Воронцов-Вельяминов, Борис Александрович — заведующий Астрофизическим отделом института астрономии и физики Казахской АН.
- 1964—1972 — Идлис, Григорий Моисеевич
- 1974—1984 — Омаров, Тукен Бигалиевич
- в 1987 году — Б. Т. Ташенов
- 2005—2010 — Чечин, Леонид Михайлович
- сейчас — Омаров, Чингис Тукенович

## История обсерватории
Наблюдения солнечного затмения 21 сентября 1941 года в Казахстане проводили 7 экспедиций, в составе которых были астрономы, физики и геофизики из Москвы и Ленинграда. В свете активного наступления фашистских войск в западной части страны было решено остаться в Казахстане и присоединиться к эвакуированным ученым в Алма-Ате. Так и сформировался коллектив НИИ астрономии и физики, созданного через несколько недель по предложению В. Г. Фесенкова. Здание института было построено после войны пленными японцами. Первые поиски площадки для строительства большой обсерватории с хорошим астроклиматом начались в 1943 году.  В тот же год несколько ученых изучая город нашли идеальное место для наблюдений вблизи Алматы - Каменное плато, которое находилось на 1450 метров над уровнем моря. Роли главных начальников проекта исполняли агрофизик Василий Фесенков и основатель Гавриил Тихов. Помощь ученым и поддержку предоставил Каныш Сатпаев. На сегодняшний день в институте астрофизики проводятся исследования в 12-ти областях астрономии.   Временные экспедиции работали на Каменском плато, в Бутаковке и в окрестностях Талгара. Во второй половине 1945 года место (в 11 км от Алма-Аты на высоте 1450 метров над уровнем моря) и проект обсерватории были выбраны, а в марте 1946 года было принято постановление правительства о стройке. Само строительство на Каменском плато началось в 1947 году. До 1950 года обсерватория называлась «Горная астрофизическая обсерватория», а с 1950 года официальным стало название «Астрофизический институт», ныне носящий имя основателя — академика В. Г. Фесенкова. Сейчас в обсерватории работает 4 телескопа, на которых ведутся наблюдения галактик, звезд, планет и геостационарных спутников. Обсерватория находится на территории института, расположенного на Каменском плато, в черте города. Периодически в литературе встречается название «Алма-Атинская обсерватория», а остановка автобуса носит название «Обсерватория».

## Инструменты обсерватории
- 50-сантиметровый рефлектор Герца (Hertz reflector) (D = 500 мм, F = 11000 мм.) (1948 г.) — для абсолютной спектрометрии (получен по репарациям из Германии после войны): нуждается в ремонте, используется лишь для экскурсий.
- Светосильный менисковый телескоп Максутова АСИ-2 (D = 500 мм, F = 1200 мм.) (1950 г.) — для изучения тонкой структуры газопылевых туманностей — первый установленный в СССР телескоп системы Д. Максутова — нуждается в ремонте, используется лишь для экскурсий — фотопроницание в 50-х годах было на уровне 19 зв. вел.[1]
- Внезатменный коронограф Лио (D = 120 мм, F = мм.) (осень 1950 г. — 1952 год), он же «Zeiss coronograph» — (получен по репарациям из Германии после войны).
- Chromospheric-photospheric telescope (1950 г.).
- АЗТ-8 (D = 700 мм, F главный = 2800 мм, F Кассегрена= 11000 мм, F Куде = 28000 мм.) (1964 г.) — работает, проводятся наблюдения ИСЗ (позиционные и фотометрические — А. В. Диденко), АЯГ и планетарных туманностей (спектрофотометрия — Э. К. Денисюк, Л. Н. Кондратьева, Р. Р. Валиуллин) — был заказан для обсерватории Тихова, но был установлен после его смерти.
- Малая светосильная камера Шмидта — кометный патруль (с 50-60-х годов).
- Астрогеодезическая камера Шмидта — кометный патруль с 1975 года (? SBG (Оптическая система: камера Шмидта, D=420 мм, F=770 мм.) ?)
- Цейс-600 (оптическая система: Кассегрен, D=600 мм, F=7200 мм, 1972 год) — проводятся спектрофотометрические наблюдения планет (В. Г. Тейфель).
- Установка для лазерного зондирования атмосферы — на ней сейчас не работают (отдел физики атмосферы расформирован).

Обсерватория Тихова (сектор астроботаники):
- Рефрактор (D = 125 мм, F = мм) — для фотографирования малых планет (1946 год) — привезенный из Пулкова Бредихинский астрограф.
- 20-см менисковый телескоп Максутова (1950) — удобный для экспедиционных работ и использовавшийся для фотографических и спектральных наблюдений Луны и планет, а в 1959—1961 годах и позднее, в 1970-е годы — для астроклиматических наблюдений при поисках места для строительства новой обсерватории.

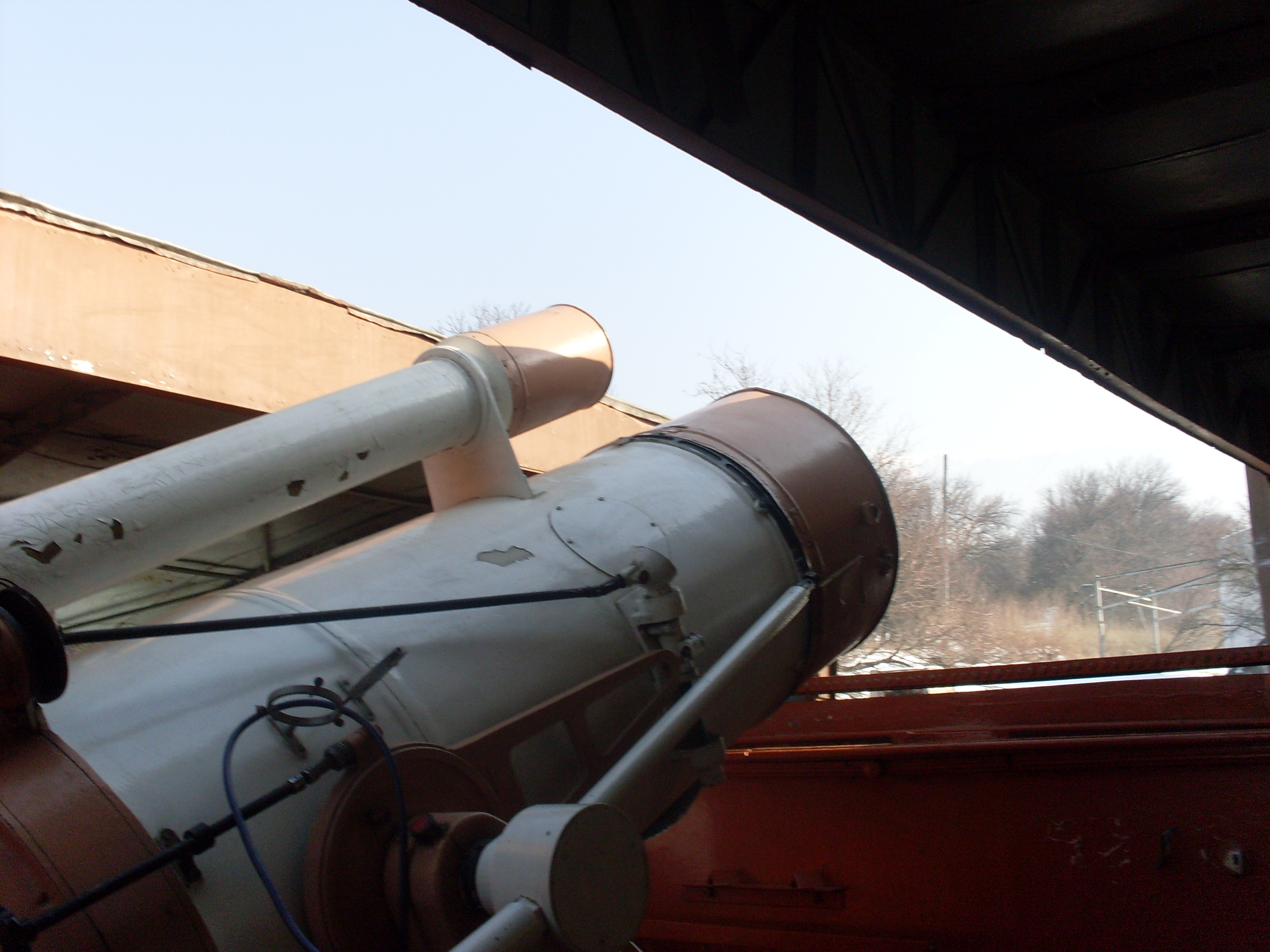
Менисковый телескоп Максутова
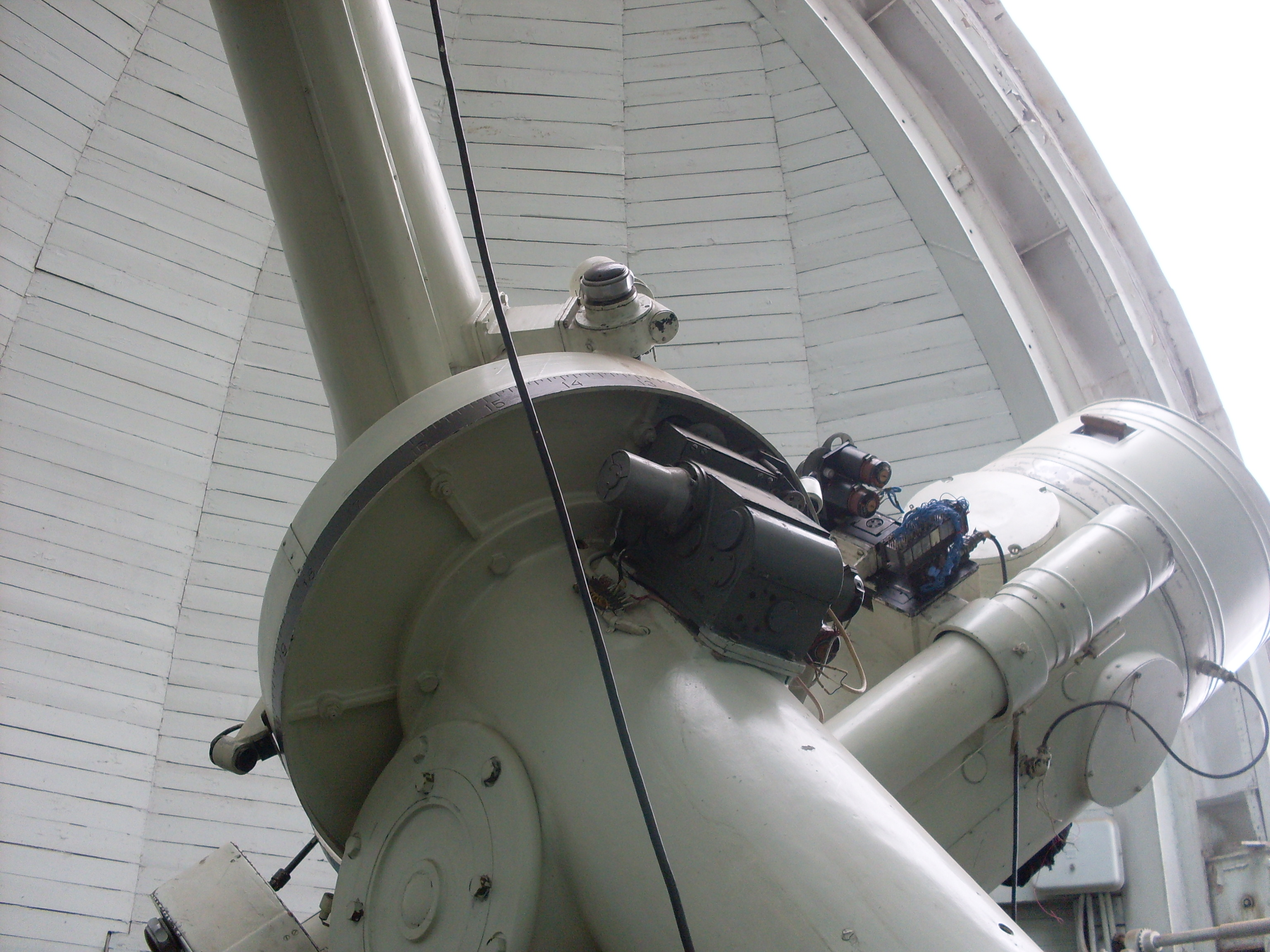
Телескоп АЗТ-8
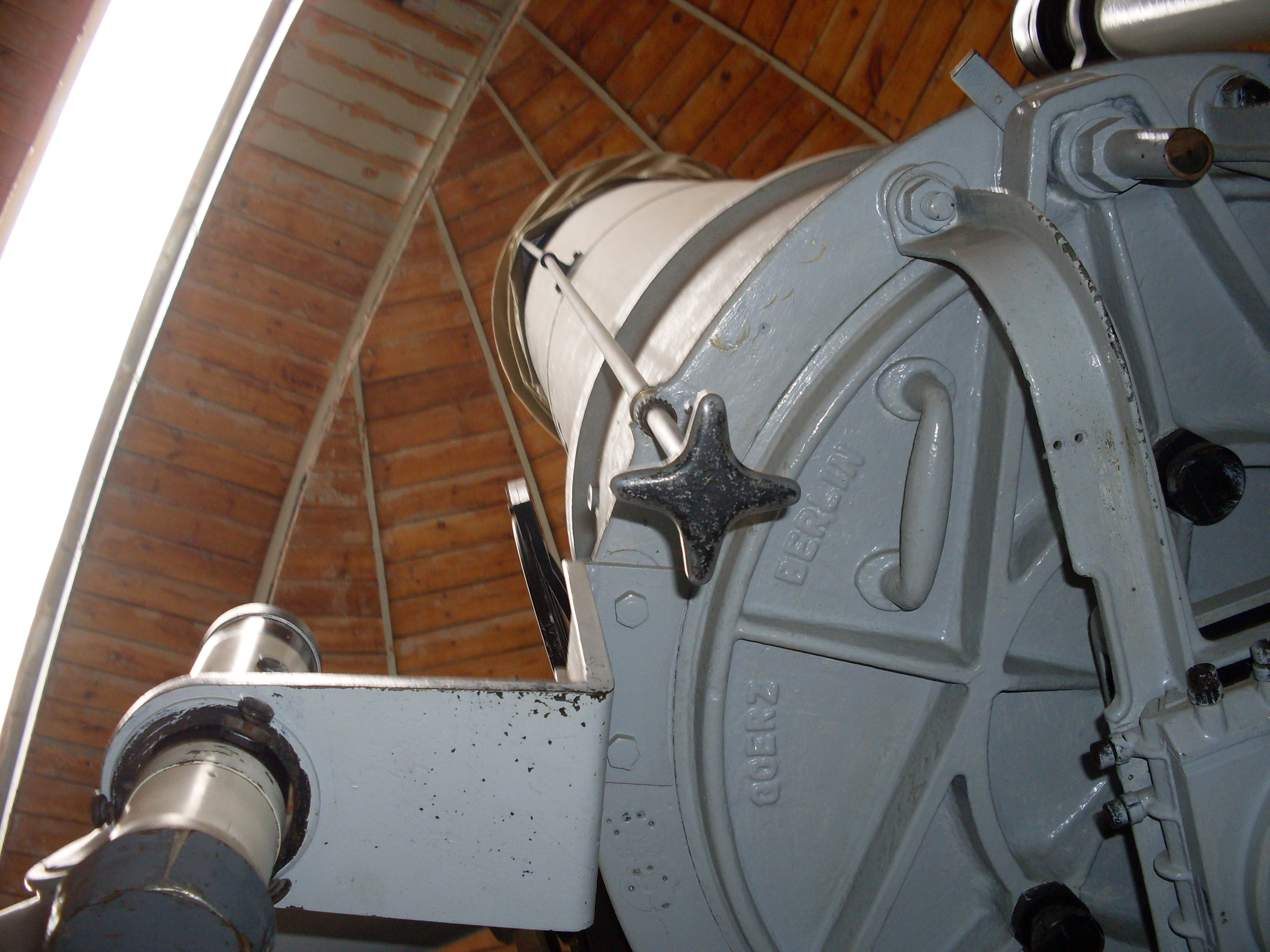
Hertz reflector

## Направления исследований
- Атмосферная оптика.
- Межзвездная среда.
- Светлые и темные туманности.
- Солнечная активность.
- Спектрофотометрия активных галактик.
- Звездная астрономия.
- Большие планеты Солнечной системы.
- Кометы.
- Астрометрия ИСЗ.
- Комплексные исследования АЯГ (экспериментальные и теоретические).
- Исследования в области физики ранней Вселенной.
- Проблема космического мусора и кометно-метеорно-астероидной опасности.

## Основная тематика научной работы
- Создание и поддержание каталога искусственных космических объектов.
- Изучение физики формирующихся космических объектов.
- Исследования оптических свойств и строения атмосфер планет солнечной системы, нестационарных процессов на планетах-гигантах Юпитере и Сатурне.
- Исследования Луны и явлений в системах спутников Юпитера и Сатурна.
- Исследования геомагнитных проявлений солнечной активности.
- Развитие астрофизических исследований для высокоточного определения орбит космических объектов.
- Развитие современных численных методов в механике газа и физике плазмы и их применение в астрофизических исследованиях и астродинамике.
- Разработка качественных, аналитических и численных методов исследования нестационарных задач динамики искусственных и естественных небесных тел.
- Разработка методов астрометрических вычислений для задач динамики космического полета.

## Основные достижения
- Открытие кометы 67P/Чурюмова — Герасименко 20 сентября 1969 года.
- «Атлас газопылевых туманностей» (1953 год).
- Стеклотека из 5000 снимков, полученных на АСИ-2.
- 415 астрометрических измерений астероидов главного пояса (активные наблюдения проводились в 1950—1960-х годах)[3].
- В 1960-е годы — фотометрический каталог отражательных туманностей.
- Открыто около 50 сейфертовских галактик.
- Впервые пронаблюдать покрытие звезды астероидом на территории СССР удалось в Алма-Атинской обсерватории 17 августа 1979 года[4][5].

## Известные сотрудники
- Николай Николаевич Парийский[6].
- Борис Александрович Воронцов-Вельяминов.
- Тихов Гавриил Адрианович.
- Виктор Германович Тейфель — создатель первого сайта обсерватории в 2000 году, заведующий Лабораторией физики Луны и планет, первый наблюдатель покрытия звезды астероидом на территории СССР[4][5].

## Экскурсии
Экскурсии в обсерватории проводятся в ночное время. В пасмурную или облачную погоду экскурсия откладывается. Максимальное количество людей в группе – 30 человек.
На территории обсерватории находится четыре павильона, но для посетителей открыты только два. Павильон 1 оборудован телескопом "Герц". Также здесь можно увидеть Сихотэ-Алинский метеорит, найденный во время экспедиции в Уссурийскую тайгу под руководством Василия Фесенкова. Во 2-м павильоне расположен телескоп АСИ-2 (Дмитрия Максутова), на котором была открыта комета Чурюмова-Герасименко.  В обсерватории также можно увидеть настоящий метеорит – Сихотэ-Алинский. Он на 92% состоит из чистого железа и 6% из никеля, всё остальное - различные примеси. Такое железо очень тяжело поддается обработке, оно не пилится и не ржавеет. Железные метеориты – частицы ядер малых планет. Из 100 метеоритов только 10 имеют похожий химический состав. Название метеорита зависит от местности, в которой он упал. Так, местный метеорит был найден в Уссурийской тайге в горах Сихотэ-Алинь на Дальнем Востоке. Председателем экспедиции, прибывшей на место падения, был Василий Фесенков.

## Адрес обсерватории
- 050020, Алматы, Казахстан, Обсерватория, д. 23.